# Ривьерский мост
Ривье́рский мост — автодорожный мост в Центральном районе города Сочи Краснодарского края России. Расположен на федеральной трассе Новороссийск — Сухум (Курортный проспект) над долиной реки Сочи. Соединяет Платановую аллею с парком «Ривьера» и пляжем Ривьера.

## История
Сооружён в 1936 по проекту архитектора академика И. В. Жолтовского. Он функционально заменил старый металлический мост, простоявший до 1958, основания опор которого видны поныне у Малого Ривьерского пешеходного моста. Вплоть до постройки Кубанского моста носил название Сочинский мост.

## Описание
Мост арочный, двухпролётный, очень лёгкий по силуэту, несмотря на внешнюю оделку природным камнем. Во времена своей постройки считался одним из самых красивейших мостов в стране. Длина — 76 м, ширина проезжей части — 12 м. Грузоподъёмность — 15 тонн.